# Gao Zhongxun
Gao Zhongxun (高钟勋S, Gāo ZhòngxūnP, in coreano: 고종훈; Jilin, 4 gennaio 1965) è un ex calciatore cinese di origine coreana, di ruolo centrocampista.

## Carriera
Con la Nazionale cinese ha partecipato alla Coppa d'Asia 1992, arrivando al 3º posto.

## Palmarès

### Club

#### Competizioni nazionali
- China League Two: 1

Jilin Aodong: 1990